# Священная дорога (Рим)

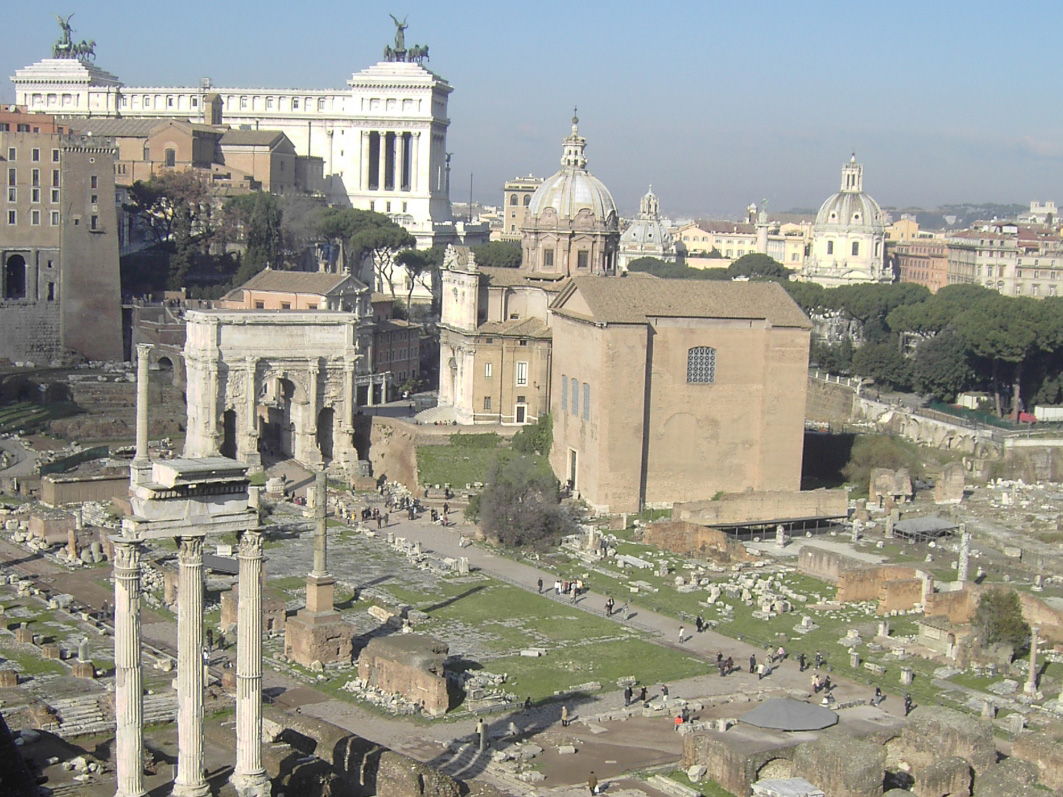
Вид на форум с Палатина

Священная дорога (лат. via Sacra) — главная дорога Римского форума, ведущая с Капитолия на Форум. О том, куда она проходила далее, единого мнения нет, так как она неоднократно перестраивалась. Свое название получила после того, как Ромул и Тит Татий заключили мир.
В V веке до н. э. было проложено основание дороги для защиты от дождя и сырости, позднее укреплена и во время правления Нерона украшена колоннадами. Дорога в конце VI века до н. э. была шириной в три метра, выложена туфом, широкий сточный канал вёл к Большой клоаке. По этой дороге в Римский форум въезжали почётные гости Рима, проходили триумфальные шествия и религиозные празднества.
Via Sacra — священный путь. Так ещё называли крестоносцы дорогу в Иерусалим.